# Caltha alba
Caltha alba — вид квіткових рослин роду калюжниця (Caltha) родини жовтецеві (Ranunculaceae). Інша назва — калюжниця біла.

## Поширення
Вид поширений в Кашмірі та північній частині Пакистану.

## Опис
Багаторічна трав'яниста рослина із міцними, розгалуженими, безволосими стеблами заввишки 20-60 см. Прикореневі листки мають довгі черешки з широкою яйцеподібною оболонкою. Листя ниркоподібної до округлої форми, завширшки 4-15 см, по краях досить дрібно зачеплені або зубчасті. Листки стебла менші, неправильно різко зубчасті, без стебла або з коротким черешком. Квітки білі, по 1-2 або утворюють малоквіткові щитки, діаметром 2,5-6 см. Чашолистиків 5-6, пелюсткоподібних, вузькояйцеподібних, оберненояйцеподібно-довгастих або довгастоланцетних. Тичинок багато. Кількість плодолистків 5-15. Насіння чорне, рідше буре, завдовжки 1,6-1,7 мм, трохи асиметричне.

## Екологія
Росте на болотах. Цвіте у лютому-березні, інколи вдруге наприкінці літа.